# Mastigolejeunea rhodesica
Mastigolejeunea rhodesica là một loài Rêu trong họ Lejeuneaceae. Loài này được (Vanden Berghen) E.W. Jones mô tả khoa học đầu tiên năm 1957.